# Peter Wilson (żeglarz)
Peter Arthur Wilson (ur. 19 marca 1960) – zimbabwejski żeglarz sportowy, olimpijczyk.
Wystąpił na Letnich Igrzyskach Olimpijskich 1980 w klasie Finn. W końcowej klasyfikacji zajął 16. miejsce wśród 21 startujących żeglarzy. W klasyfikacji poszczególnych wyścigów, najwyższą lokatę osiągnął podczas tego otwierającego zawody – dopłynął na ósmym miejscu. 